# Powellisetia subgradata
Powellisetia subgradata är en snäckart som först beskrevs av Powell 1937.  Powellisetia subgradata ingår i släktet Powellisetia och familjen Rissoidae. Inga underarter finns listade i Catalogue of Life.